# Lukas Klamer
Lukas Klamer was een zelfbedieningsgroothandel. In mei 2007 zijn de vestigingen van Lukas Klamer Makro-vestigingen geworden. 

## Geschiedenis
In 1886 opende Johannes Klamer een kruidenierswinkel in Groningen. In korte tijd groeit de winkel uit tot groothandel in koloniale waren, het voorzieningsgebied is dan uitgebreid tot de provincie Groningen.
In de beginperiode leverde Lukas Klamer voornamelijk goederen aan de horeca. Later werd het ook mogelijk voor andere ondernemers, mits ingeschreven bij de Kamer van Koophandel, inkopen te doen.
In 1990 is Lukas Klamer overgenomen door Makro. Vervolgens werden beide bedrijven in 1998 ingelijfd door de METRO Group.